# Laboulaye
Laboulaye är en kommunhuvudort i Argentina.   Den ligger i provinsen Córdoba, i den centrala delen av landet, 500 km väster om huvudstaden Buenos Aires. Laboulaye ligger 143 meter över havet och antalet invånare är 19 908.
Terrängen runt Laboulaye är mycket platt.
Trakten runt Laboulaye består till största delen av jordbruksmark. Runt Laboulaye är det mycket glesbefolkat, med 4 invånare per kvadratkilometer.